# 石川県立小松明峰高等学校
石川県立小松明峰高等学校（いしかわけんりつ こまつめいほうこうとうがっこう、英: Ishikawa Prefectural Komatsu Meiho High School）は、石川県小松市平面町にある公立の高等学校。通称は「明峰（めいほう）」。

## 概要
1978年（昭和53年）に開校。普通科設置。

## 沿革
- 1978年（昭和53年）1月1日 - 石川県立小松北高等学校施設の一部を使用して設置。
- 1982年（昭和57年）4月10日 - 新運動場完成。
- 1983年（昭和58年）7月20日 - 教室棟1棟増築。
- 1984年（昭和59年）12月14日 - 第2体育館完成、落成式挙行。
- 1989年（平成元年）5月8日 - 格技場建設工事竣工。
- 1993年（平成5年）5月19日 - 除湿設備新設。
- 1998年（平成10年）3月30日 - 弓道場完成、道場開き挙行。
- 2005年（平成17年） - 耐震工事開始。
- 2007年（平成19年）2月 - 耐震工事完了。

## 校歌
作詞：佐々木守、作曲：丹羽応樹

## 部活動

### 運動部
- バスケットボール部 - 全国高校総体出場
- バレーボール部
- バドミントン部
- 陸上競技部 - 全国高校総体出場
- テニス部
- 野球部 - 夏の甲子園出場1回（1983年）
- ハンドボール部 - 全国高校総体出場
- 弓道部
- ソフトテニス部
- サッカー部
- 剣道部
- ボート部
- 少林寺拳法部

### 文化部
- 美術部
- 演劇部
- 書道部
- 茶道部
- 華道部
- 吹奏楽部 - 2005年度の全国総文に県代表として参加。2009年に全日本吹奏楽コンクール全国大会に初出場し初の金賞を受賞している。2010年、2011年にも全国大会へ出場し、銀賞を受賞、三年連続出場特別表彰を受けている。2017年にも全国大会へ出場し、銅賞を受賞した。
- ESS部
- JRC部
- 放送部
- 科学同好会

## 著名な出身者
- 川岸良兼 - プロゴルファー
- 石田久子 - アナウンサー
- 宮浦真之-ボート選手(2024年パリオリンピック出場)

## 所在地
〒923-8545 石川県小松市平面町ヘ72番地

## アクセス
- IRいしかわ鉄道線明峰駅 徒歩20分
- 「平面」停留所 徒歩5分